# Voleibol de praia nos Jogos Olímpicos de Verão de 2020
Os torneios de voleibol de praia nos Jogos Olímpicos de Verão de 2020 ocorreram entre 24 de julho e 7 de agosto de 2021 na arena temporária montada no Parque Shiokaze, em Tóquio. Um total de 94 voleibolistas de praia competiram nos eventos masculino e feminino.
Originalmente programado para ser realizado em 2020, em 24 de março de 2020, as Olimpíadas foram adiadas para 2021 devido à pandemia de COVID-19. Por essa mesma razão as partidas não contaram com a presença de espectadores.

## Formato
Os torneios tiveram um total de 54 encontros, com fase preliminar de grupos, uma de play-offs e uma fase eliminatória direta. Em cada torneio as 24 duplas participantes foram inicialmente divididas em seis grupos com quatro duplas cada, jogando no formato de todos-contra-todos.
As duplas nas duas primeiras posições de cada grupo e as duas melhores terceiras colocadas avançaram automaticamente às oitavas de final, enquanto as outras quatro terceiras tiveram que disputar um play-off, chamado de lucky loser, para aceder à fase final. A partir de então, as duplas competiram na fase eliminatória até a definição dos medalhistas.

## Qualificação
Cada Comitê Olímpico Nacional (CON) poderia classificar duas duplas em cada torneio (masculino e feminino), totalizando 24 conjuntos participantes em cada gênero.
As vagas foram distribuídas através das seguintes vias: as equipes campeãs mundiais de voleibol de praia de 2019 ganharam uma vaga para seu Comitê Olímpico Nacional (CON), assim como os vencedores do Torneio de Qualificação Olímpica, onde foram atribuídas duas vagas por gênero. As 15 duplas com melhor classificação no ranking mundial de junho de 2020 ganharam uma vaga, respeitando limite máximo de duas vagas de cota por CON. Os CONs mais bem colocados de cada Copa Continental (5) ganharam uma vaga e, por fim, o Japão como país anfitrião teve uma vaga garantida por gênero, além do direito de participar dos eventos de qualificação para obter uma segunda vaga por gênero.
Masculino
| Método                         | Método                         | Data                           | Local         | Vagas | Classificados       |
| ------------------------------ | ------------------------------ | ------------------------------ | ------------- | ----- | ------------------- |
| País-sede                      | País-sede                      | —                              | —             | 1     | JPN Japão           |
| Campeonato Mundial             | Campeonato Mundial             | 28 de junho–7 de julho de 2019 | Hamburgo      | 1     | ROC                 |
| Torneio Qualificatório Mundial | Torneio Qualificatório Mundial | 18–21 de setembro de 2019      | Haiyang       | 2     | ITA Itália          |
| Torneio Qualificatório Mundial | Torneio Qualificatório Mundial | 18–21 de setembro de 2019      | Haiyang       | 2     | LAT Letônia         |
| Ranking da FIVB                | Ranking da FIVB                | 13 de junho de 2021            | —             | 15    | NOR Noruega         |
| Ranking da FIVB                | Ranking da FIVB                | 13 de junho de 2021            | —             | 15    | QAT Catar           |
| Ranking da FIVB                | Ranking da FIVB                | 13 de junho de 2021            | —             | 15    | BRA Brasil          |
| Ranking da FIVB                | Ranking da FIVB                | 13 de junho de 2021            | —             | 15    | POL Polônia         |
| Ranking da FIVB                | Ranking da FIVB                | 13 de junho de 2021            | —             | 15    | NED Países Baixos   |
| Ranking da FIVB                | Ranking da FIVB                | 13 de junho de 2021            | —             | 15    | BRA Brasil          |
| Ranking da FIVB                | Ranking da FIVB                | 13 de junho de 2021            | —             | 15    | GER Alemanha        |
| Ranking da FIVB                | Ranking da FIVB                | 13 de junho de 2021            | —             | 15    | ROC                 |
| Ranking da FIVB                | Ranking da FIVB                | 13 de junho de 2021            | —             | 15    | CZE República Checa |
| Ranking da FIVB                | Ranking da FIVB                | 13 de junho de 2021            | —             | 15    | USA Estados Unidos  |
| Ranking da FIVB                | Ranking da FIVB                | 13 de junho de 2021            | —             | 15    | USA Estados Unidos  |
| Ranking da FIVB                | Ranking da FIVB                | 13 de junho de 2021            | —             | 15    | ESP Espanha         |
| Ranking da FIVB                | Ranking da FIVB                | 13 de junho de 2021            | —             | 15    | POL Polônia         |
| Ranking da FIVB                | Ranking da FIVB                | 13 de junho de 2021            | —             | 15    | ITA Itália          |
| Ranking da FIVB                | Ranking da FIVB                | 13 de junho de 2021            | —             | 15    | CHI Chile           |
| Final da Copa Continental      | Europa                         | 23–26 de junho de 2021         | Haia          | 1     | SUI Suíça           |
| Final da Copa Continental      | África                         | 25–27 de junho de 2021         | Agadir        | 1     | MAR Marrocos        |
| Final da Copa Continental      | Ásia                           | 25–27 de junho de 2021         | Nakhon Pathom | 1     | AUS Austrália       |
| Final da Copa Continental      | América do Norte               | 25–27 de junho de 2021         | Colima        | 1     | MEX México          |
| Final da Copa Continental      | América do Sul                 | 26–27 de junho de 2021         | Santiago      | 1     | ARG Argentina       |
| Total                          |                                |                                | 24            |       |                     |

Feminino
| Método                          | Método                          | Data                           | Local         | Vagas | Classificados       |
| ------------------------------- | ------------------------------- | ------------------------------ | ------------- | ----- | ------------------- |
| País-sede                       | País-sede                       | —                              | —             | 1     | JPN Japão           |
| Campeonato Mundial              | Campeonato Mundial              | 28 de junho–7 de julho de 2019 | Hamburgo      | 1     | CAN Canadá          |
| Torneio Qualificatório Munidial | Torneio Qualificatório Munidial | 18–21 de setembro de 2019      | Haiyang       | 2     | LAT Letônia         |
| Torneio Qualificatório Munidial | Torneio Qualificatório Munidial | 18–21 de setembro de 2019      | Haiyang       | 2     | ESP Espanha         |
| Ranking da FIVB                 | Ranking da FIVB                 | 13 de junho de 2021            | —             | 15    | USA Estados Unidos  |
| Ranking da FIVB                 | Ranking da FIVB                 | 13 de junho de 2021            | —             | 15    | BRA Brasil          |
| Ranking da FIVB                 | Ranking da FIVB                 | 13 de junho de 2021            | —             | 15    | BRA Brasil          |
| Ranking da FIVB                 | Ranking da FIVB                 | 13 de junho de 2021            | —             | 15    | AUS Austrália       |
| Ranking da FIVB                 | Ranking da FIVB                 | 13 de junho de 2021            | —             | 15    | USA Estados Unidos  |
| Ranking da FIVB                 | Ranking da FIVB                 | 13 de junho de 2021            | —             | 15    | SUI Suíça           |
| Ranking da FIVB                 | Ranking da FIVB                 | 13 de junho de 2021            | —             | 15    | ROC                 |
| Ranking da FIVB                 | Ranking da FIVB                 | 13 de junho de 2021            | —             | 15    | CAN Canadá          |
| Ranking da FIVB                 | Ranking da FIVB                 | 13 de junho de 2021            | —             | 15    | NED Países Baixos   |
| Ranking da FIVB                 | Ranking da FIVB                 | 13 de junho de 2021            | —             | 15    | SUI Suíça           |
| Ranking da FIVB                 | Ranking da FIVB                 | 13 de junho de 2021            | —             | 15    | CHN China           |
| Ranking da FIVB                 | Ranking da FIVB                 | 13 de junho de 2021            | —             | 15    | CZE República Checa |
| Ranking da FIVB                 | Ranking da FIVB                 | 13 de junho de 2021            | —             | 15    | GER Alemanha        |
| Ranking da FIVB                 | Ranking da FIVB                 | 13 de junho de 2021            | —             | 15    | GER Alemanha        |
| Ranking da FIVB                 | Ranking da FIVB                 | 13 de junho de 2021            | —             | 15    | ITA Itália          |
| Final da Copa Continental       | Europa                          | 23–26 de junho de 2021         | Haia          | 1     | NED Países Baixos   |
| Final da Copa Continental       | África                          | 25–27 de junho de 2021         | Agadir        | 1     | KEN Quênia          |
| Final da Copa Continental       | Ásia                            | 25–27 de junho de 2021         | Nakhon Pathom | 1     | CHN China           |
| Final da Copa Continental       | América do Norte                | 25–27 de junho de 2021         | Colima        | 1     | CUB Cuba            |
| Final da Copa Continental       | América do Sul                  | 26–27 de junho de 2021         | Assunção      | 1     | ARG Argentina       |
| Total                           |                                 |                                | 24            |       |                     |

## Calendário
As disputas do voleibol de praia se iniciaram em 24 de julho com os confrontos por grupos e duraram 15 dias até as disputas por medalhas do torneio masculino em 7 de agosto de 2021.
| FG | Fase de grupos | OF | Oitavas de final | QF | Quartas de final | SF | Semifinal | B | Disputa pelo bronze | F | Final |

| DataEvento | 24 jul | 25 jul | 26 jul | 27 jul | 28 jul | 29 jul | 30 jul | 31 jul | 1 ago | 2 ago | 3 ago | 4 ago | 5 ago | 6 ago | 6 ago | 7 ago | 7 ago |
| ---------- | ------ | ------ | ------ | ------ | ------ | ------ | ------ | ------ | ----- | ----- | ----- | ----- | ----- | ----- | ----- | ----- | ----- |
| Masculino  | FG     | FG     | FG     | FG     | FG     | FG     | FG     | FG     | OF    | OF    |       | QF    | SF    |       |       | B     | F     |
| Feminino   | FG     | FG     | FG     | FG     | FG     | FG     | FG     | FG     | OF    | OF    | QF    |       | SF    | B     | F     |       |       |

## Medalhistas
| Evento             | Ouro                                             | Prata                                                  | Bronze                                     |
| ------------------ | ------------------------------------------------ | ------------------------------------------------------ | ------------------------------------------ |
| Masculino detalhes | Anders Mol Christian Sørum NOR Noruega           | Viacheslav Krasilnikov Oleg Stoyanovskiy ROC           | Cherif Younousse Ahmed Tijan QAT Catar     |
| Feminino detalhes  | April Ross Alexandra Klineman USA Estados Unidos | Taliqua Clancy Mariafe Artacho del Solar AUS Austrália | Joana Heidrich Anouk Vergé-Dépré SUI Suíça |

## Quadro de medalhas
| Ordem | País               | Medalha de ouro | Medalha de prata | Medalha de bronze |   | Ordem por total |
| ----- | ------------------ | --------------- | ---------------- | ----------------- | - | --------------- |
| 1     | USA Estados Unidos | 1               |                  |                   | 1 | 1               |
|       | NOR Noruega        | 1               |                  |                   | 1 | 1               |
| 3     | AUS Austrália      |                 | 1                |                   | 1 | 1               |
|       | ROC                |                 | 1                |                   | 1 | 1               |
| 5     | QAT Catar          |                 |                  | 1                 | 1 | 1               |
|       | SUI Suíça          |                 |                  | 1                 | 1 | 1               |
| TOTAL | TOTAL              | 2               | 2                | 2                 | 6 | —               |